# Cassano Irpino
Cassano Irpino là một đô thị (comune) thuộc tỉnh Avellino trong vùng Campania của Ý. Cassano Irpino có diện tích km2, dân số là 1014 người (thời điểm ngày 1/5/2009).